# Karl von Weizsäcker
Karl Hugo Freiherr von Weizsäcker (Stuttgart, 25 de febrero de 1853 – íbid, 2 de febrero de 1926), conocido como Karl von Weizsäcker fue un político alemán que ejerció de primer ministro del Reino de Württemberg. Miembro de la prominente familia Weizsäcker, se convirtió en barón en 1916, recibiendo por tanto el nombre Karl Freiherr von Weizsäcker.
Weizsäcker nació en Stuttgart como Karl Hugo Weizsäcker, hijo del teólogo Karl Heinrich Weizsäcker y de Auguste Sophie Christiane Dahm. Mientras ejercía en el parlamento del Reino de Wüttemberg, le fue concedido a él y a su familia un título de nobleza, alterando su apellido por tanto a "von Weizsäcker".
Weizsäcker estudió en la Universidad de Tubinga. A partir de 1900 ejerció de ministro de cultura bajo Guillermo II de Württemberg, aceptando en 1906 el cargo de primer ministro, un cargo que dejó en noviembre de 1918, poco antes de la abolición de la monarquía.
En 1916 tanto él como su familia reciben el título hereditario de Freiherr, incluyéndolo, como es costumbre de la nobleza alemana, en el apellido.
Weizsäcker era el padre de Ernst von Weizsäcker y abuelo del físico de renombre Carl Friedrich von Weizsäcker y del futuro presidente de Alemania (1984-94), Richard von Weizsäcker.
Murió en Stuttgart en 1926.